# سرویس خودکار اطلاعات ترمینال
سرویس خودکار اطلاعات ترمینال (به انگلیسی: Automatic Terminal Information Service یا ATIS)، سیستمی است که به صورت مداوم اطلاعات هوانوردی ذخیره شده را در حوزه ترمینالهای شلوغ پخش می‌کند. این سیستم شامل اطلاعات ضروری مانند: «اطلاعات هواشناسی، باندهای فعال، تقرب‌های در دسترس و بسیاری از اطلاعات مورد نیاز خلبان مثل NOTAMهای مهم و…» می‌شود. خلبانها معمولاً پیش از برقراری ارتباط با واحد کنترل محلی به یک فرستنده ATIS گوش می‌دهند تا از شدت و ازدحام کار کنترلرها کاسته شود. اطلاعات ذخیره شده این سیستم در بازه‌های مشخص یا زمانی که تغییر خاصی در اطلاعات روی دهد، به روز می‌شود. به هر کدام یک حروف الفبایی از الفبای ایکائو اختصاص داده می‌شود (مانند Bravo). این حرف الفبایی با هر بروز رسانی اطلاعات تغییر کرده و به سمت انتهای حروف الفبا پیش می‌رود. همچنین با هر وقفهٔ ۱۲ ساعته یا بیشتر در سرویس دهی، مجدداً از حرف اول یعنی آلفا شروع خواهد شد. پس از ارتباط خلبان با واحد کنترل محلی، خلبان می‌بایست حرف الفبای مربوط به اطلاعات ATIS دریافتی خود را به کنترلر اعلام کند تا کنترلر را از به روز بودن اطلاعات دریافتی مطمئن سازد.

## نمونه پیام
پس از تنظیم فرکانس ATIS، خلبان اینچنین پیامی را خواهد شنید:

Vancouver International information Bravo one three five five Zulu weather. Wind three zero zero at eight, visibility five. Five hundred few, one thousand two hundred scattered, ceiling three thousand overcast, temperature one five, dew-point eight. Altimeter two niner eight seven. IFR approach is ILS or visual, runway two six left and runway two six right. Simultaneous parallel ILS approaches in use. Departures, runway two six left. GPS approaches available. VFR aircraft say direction of flight. All aircraft read back all hold short instructions. Advise controller on initial contact that you have Bravo

## نحوه عملکرد سیستم
ATIS در یک فرودگاه معمولاً با یک صدای خاص و خودکار شده ارائه می‌شود و این امر اجازه می‌دهد که کنترلر بجای آنکه وقتش را صرف ضبط صدا کند، سریعاً پیغام‌های جدید ATIS را تایپ کند. اکثر فرودگاه‌های یک کشور خاص دارای چارچوب و فرمت ATIS یکسان با صدای یکسان می‌باشد. برای مثال همهٔ اطلاعات ATIS در فرودگاهای بزرگ انگلستان مثل Heathrow, Gatwick, Manchester, Birmingham, Edinburgh یا حتی فرودگاه‌های کوچکتری شبیه East Midlands و Newcastle دارای فرمت مشابهی هستند که همه آنها با صدای یکسان ارائه می‌شوند. در زیر اطلاعات ATIS یک فرودگاه انگلیسی نشان داده میشه که دارای صدایی مشابه همهٔ دیگر فرودگاه‌های انگلستان هستند. البته برخی فرودگاه‌ها اطلاعاتی ارائه می‌دهند که دیگران در داخل همان کشور ارائه نمی‌دهند.

## زمینه فنی
سیستم‌های ATIS را به دو دسته Solid-State و PC-based می‌توان تقسیم کرد. سیستمهای Solid-State ATIS دستگاه‌هایی هستند که از میکروکنترلرها بهره می‌برند و سنتز گفتار و پردازش داده‌ها را در یک قسمت اختصاصی تجهیزات ثبت می‌کند، درحالی که PC-ATISها بر پایه Hardware COTS هستند، مانند کامپیوترهای نصب شده در رکهای معمولی و دارای کارتهایی صوتی با کارایی بالا. بسیاری از فرودگاه‌ها از دیجیتال ATIS یا D-ATIS استفاده می‌کنند که به صورت متنی هستند یعنی اطلاعات پخش صدایی پخش کننده ATIS به صورت دیجیتال به متن تبدیل می‌شود. که با یک لینک داده شبیه ACARS قابل دسترسی است و روی نمایشگر الکترونیکی هواپیما نمایش داده می‌شود. D-ATIS به عنوان یک قسمت از سیستمهایی شبیه EFB یا FMS روی هواپیما ثبت می‌شود البته می‌تواند در هسته سیستم ATIS نیز باشد یا یک سیستم مستقل در ارتباط با داده‌های voice ATIS و D-ATIS شناخته شود.